# Jezdecké kalhoty

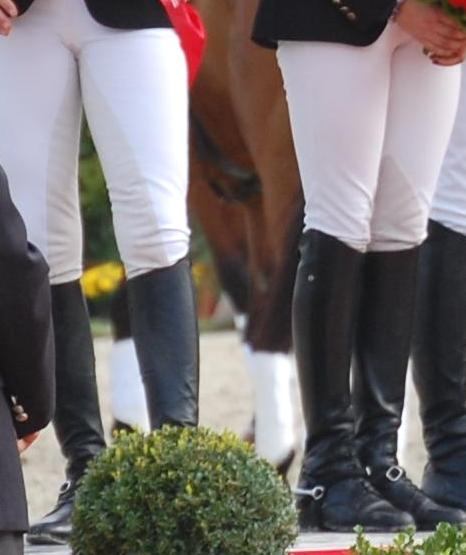

Jezdecké kalhoty patří mezi základní vybavení pro jezdce na koni. Mezi jezdci jsou jezdecké kalhoty nazývány rajtky. Jsou součástí celkové výbavy jezdce. Jezdecké kalhoty bývají často ovlivněny trendem, stejně jako jiné druhy konfekce.
Jezdecké kalhoty by měly být spíše upnuté (úzce padnoucí na nohy). Materiál by měl být praktický. Existují i některé druhy jezdeckých kalhot z rifloviny.